# Phalacrocorax nigrogularis
El cormorán de Socotora (Phalacrocorax nigrogularis) es una especie de ave suliforme de la familia Phalacrocoracidae endémica de las costas y aguas circundantes a Arabia por el sur y este (incluidas las costas africanas y asiáticas del sur del mar rojo, golfo de Adén, golfo pérsico y golfo de Omán). A pesar de su nombre, solo se confirmó en 2005 su reproducción en las islas de Socotora en el océano Índico junto a Somalia.

## Descripción
El cormorán de Socotora es un ave marina con el plumaje casi en su totalidad negruzco y con una longitud total de unos 80 cm. En época de cría la parte frontal de su píleo tiene brillo violáceo y sus partes inferiores tintes verde oscuro; además tiene algunas plumas blancas alrededor del ojo y cuello, y unas pocas vetas blancas en el obispillo. Sus patas son negras y la piel de su saco gular es negruzca. Todas estas tonalidades que se desvían del negro están más difusas y palidecidas fuera de la época de cría.

## Comportamiento
Como todos los cormoranes, bucea para pescar. Los informes más antiguos indican que puede permanecer sumergido hasta tres minutos, que es mucho para un cormorán, lo que indicaría que puede bucear a profundidad. Sin embargo, también hay informes de alimentación en bandadas, y esto es más frecuente en los cormoranes que se alimentan a media profundidad.
Son aves muy gregarias que pueden llegar a descansar en bandadas de 250.000 en la costa, y de hasta 25.000 en el mar.

## Estado de conservación
Desde 2000 la especie se clasifica como vulnerable en la lista roja de la UICN, por el rápido y continuado declive de su población y el pequeño número de lugares de reproducción. El descenso de su población se debe a la urbanización de las costas y las perturbaciones y contaminación cerca de las colonias de cría. En 2000 se estimó que la población total era de unas 110 000 parejas reproductivas o entre 330 000–500 000 individuos. La única colonia de anidación protegida en el golfo pérsico cuenta con unas 30 000 parejas; se encuentra en islas Hawar, pertenecientes a Baréin junto a Catar. Además es la mayor de las 13 colonias que quedan (en 9 emplazamientos distintos). Solo en la parte norte de su área de distribución han desaparecido 12 colonias desde los años 1960. Estas aves también pueden resultar afectadas por la contaminación de las aguas por petróleo. Durante la primera guerra del Golfo aparecieron numerosas imágenes en la prensa de cormoranes agonizantes cubiertos de petróleo en el Golfo, y aunque allí también se encuentran cormoranes grandes es muy probable que muchos fueran cormoranes de Socotora.